# Molnár Károly (orvos)
Molnár Károly (Székesfehérvár, 1863. május 26. – Budapest, 1908. február 18.) egyetemes orvosdoktor, elmegyógyintézeti főorvos.

## Életútja
Molnár Károly komáromi nemes származású ügyvéd és Gulyás Julia fia. Felsőbb gimnáziumi tanulmányai alatt unokatestvére Molnár Aladár író végezte nevelését. Orvosi tanulmányait a budapesti egyetemen hallgatta és 1895-ben nyert orvosdoktori oklevelet. Már előbb 1888-ban mint gyakornok a Szent Rókus kórház szolgálatába lépett; a tiszti főorvosi hivatalban mint szakdíjnok és a Schwartzer-féle gyógyintézetben 12 évig mint első szekundárius működött. 1900 júniusától az angyalföldi magyar királyi állami elmegyógyintézet főorvosaként dolgozott. Neje Kutrovics Ella volt.

## Munkái
- Adatok a paralysis progressiva gyógyulásának kérdéséhez. Közlemény a Babarczi-Schwartzer Otto dr. egyetemi m.-tanár elme- és ideggyógyító intézetéből. Bpest, 1898. (Különnyomat az Orvosi Hetilapból).
- Heveny fertőző betegségek kapcsán keletkezett elmebajok. Bpest, 1899. (Különny. a Gyógyászatból).
- Beitrag zur Frage der Heilung der Paralysis progressiva. Bpest, 1899. (Különny. a Pester Medizinisch-Chirurg. Presseből).
- Ueber die im Zusammenhange mit acuten Infectionskrankheiten auftretenden Geistesstörungen. Wien, 1899. (Különny. a Wiener Klinische Rundschauból).